# Knin (županija)
Kninska županija, srednjovjekovna starohrvatska županija nalazila se na području gornjih tokova rijeka Cetine, Krke i Zrmanje. Granice županije mijenjale su se tijekom stoljeća. Njena sjeverna granica dosezala je prema današnjem Bosanskom Grahovu, u pravcu županije Pset. Na jugoistoku je njena granica išla do visoravni oko sela Polače, do granice Cetinske županije, a prema jugu je selo Mirlović Polje na Čikoli bilo posljednje prema županiji Primorje, dok su granicu prema Bribirskoj županiji, određivale rijeke Čikola i Krka. Kod Ervenika na Zrmanji graničila se sa županijom Nina.
Knin se spominje prvi put kao grad i središte Kninske županije oko 950. godine u dijelu bizantskog cara Konstantina VII. Porfirogeneta (949. – 959.), De administrando imperio. Između 1040. i 1050. osnovana je Kninska biskupija, čiji je biskup nosio naslov "biskupa Hrvata" (episcopus Chroatensis). Grad je povremeno bio i prijestolnica hrvatskih vladara, a potkraj 13. stoljeća pripao je moćnoj velikaškoj obitelji Šubića Bribirskih.